# Estació de Sant Joan Despí
Sant Joan Despí és una estació de ferrocarril propietat d'ADIF situada a la població de Sant Joan Despí a la comarca del Baix Llobregat. L'estació es troba a la línia Barcelona-Martorell-Vilafranca-Tarragona per on circulen trens de les línies R1 i R4 de Rodalies de Catalunya operat per Renfe Operadora. La majoria dels trens de la línia R1 finalitzen a l'Hospitalet de Llobregat i la resta a Molins de Rei.
Aquesta tram de la línia de Martorell o Vilafranca va entrar en servei l'any 1854 quan es va obrir el primer tram de la línia entre l'antiga estació de plaça de Catalunya i Molins de Rei, dos anys més tard la línia es va ampliar fins a una estació provisional a Martorell.
L'estació es troba a uns 300 metres de l'estació de la Fontsanta del Trambaix.
Hi ha en projecte d'enllaçar aquí amb la línia 3 del metro de Barcelona.
L'any 2016 va registrar l'entrada de 621.000 passatgers.
| Procedència/Destinació                                  | <                       | Línia | >             | Procedència/Destinació |
| ------------------------------------------------------- | ----------------------- | ----- | ------------- | ---------------------- |
| Rodalia de Barcelona                                    |                         |       |               |                        |
| Molins de Rei                                           | Sant Feliu de Llobregat |       | Cornellà      | Mataró                 |
| Sant Vicenç de Calders Vilafranca del Penedès Martorell | Sant Feliu de Llobregat |       | Cornellà      | Terrassa Manresa       |
| Metro de Barcelona                                      |                         |       |               |                        |
| Projectat                                               |                         |       |               |                        |
| Sant Feliu                                              | Torreblanca             |       | Av. Barcelona | Trinitat Vella         |

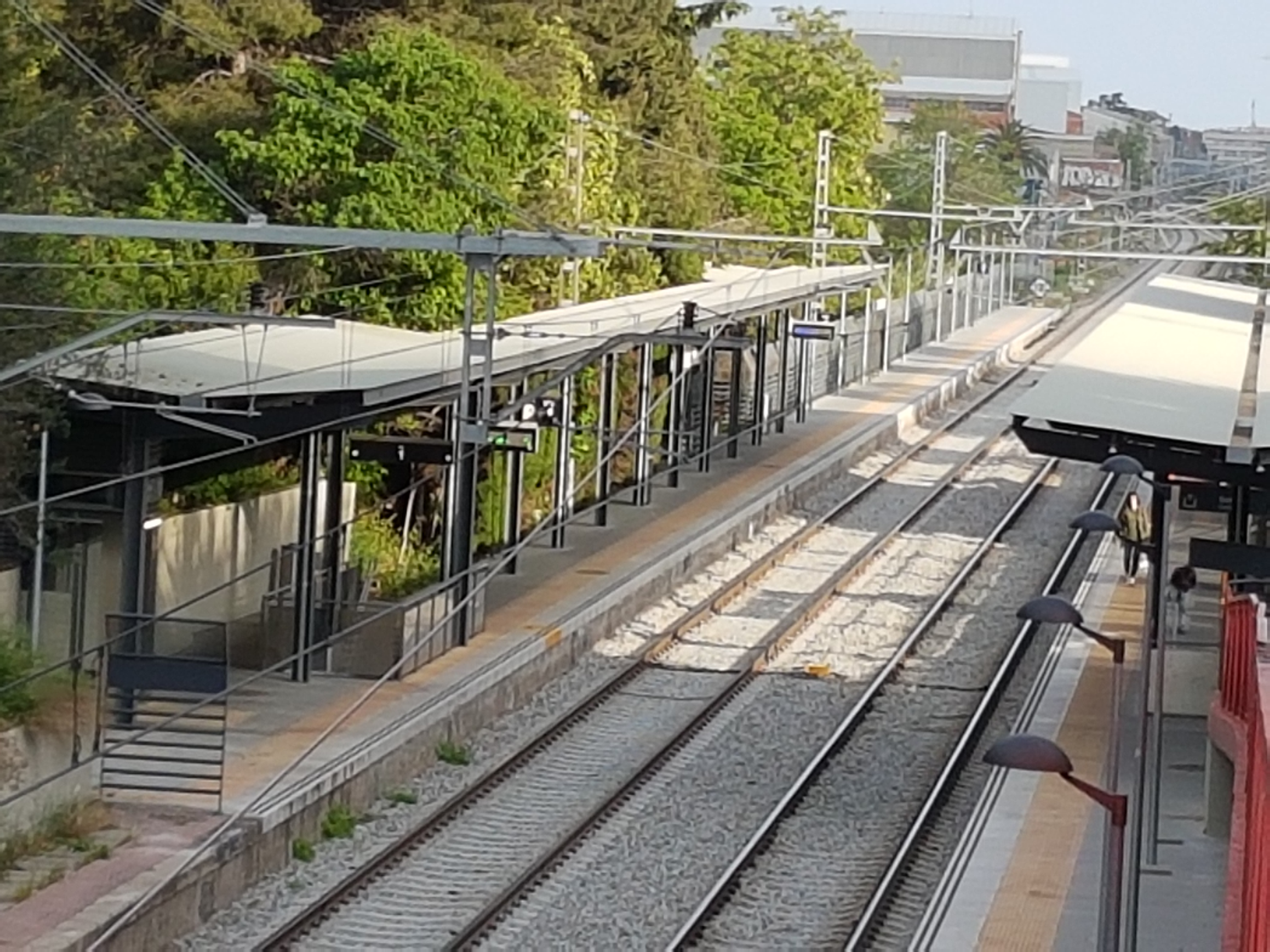
Andanes laterals
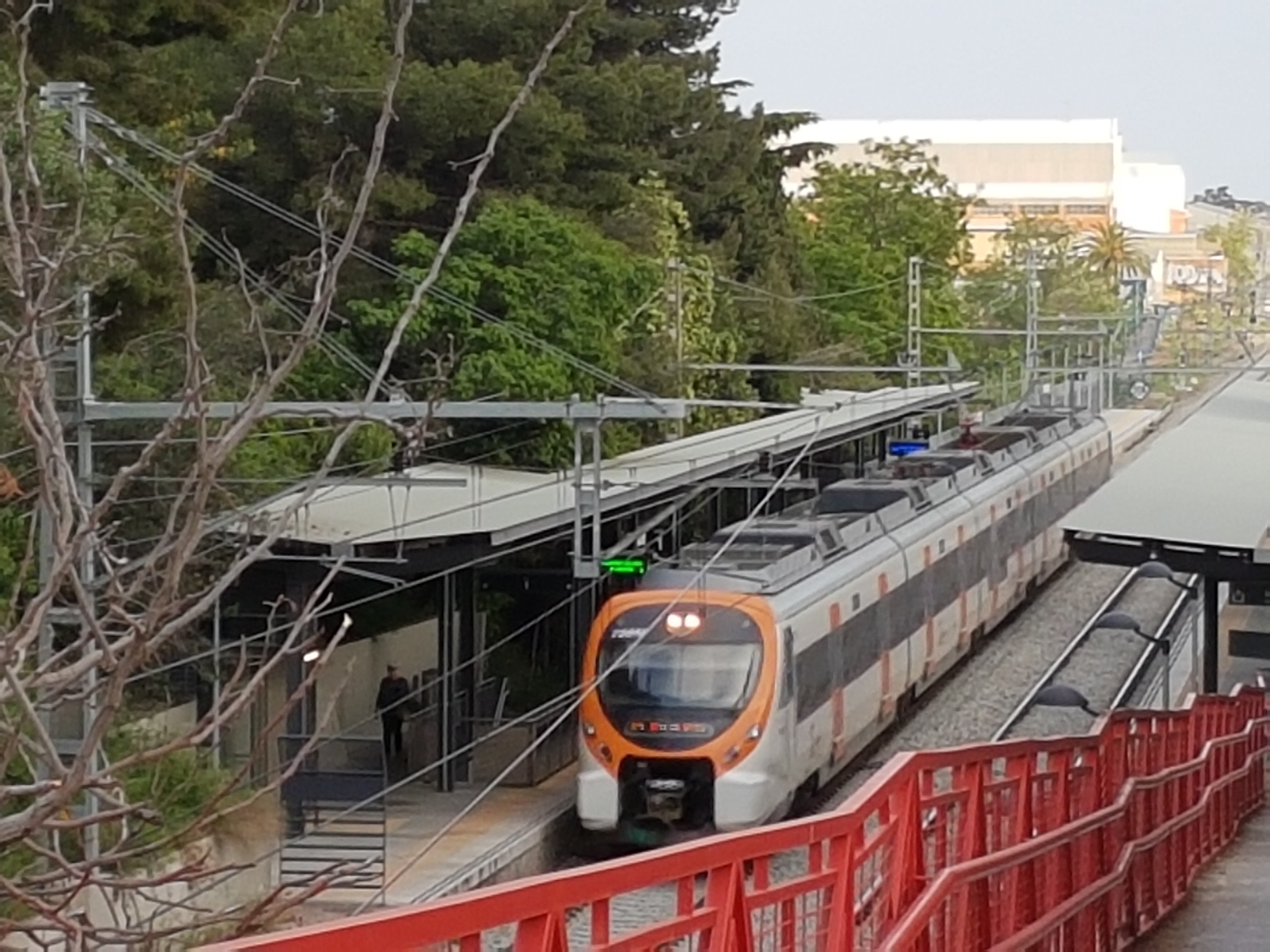
R4 provinent de Terrassa destinació Vilafranca
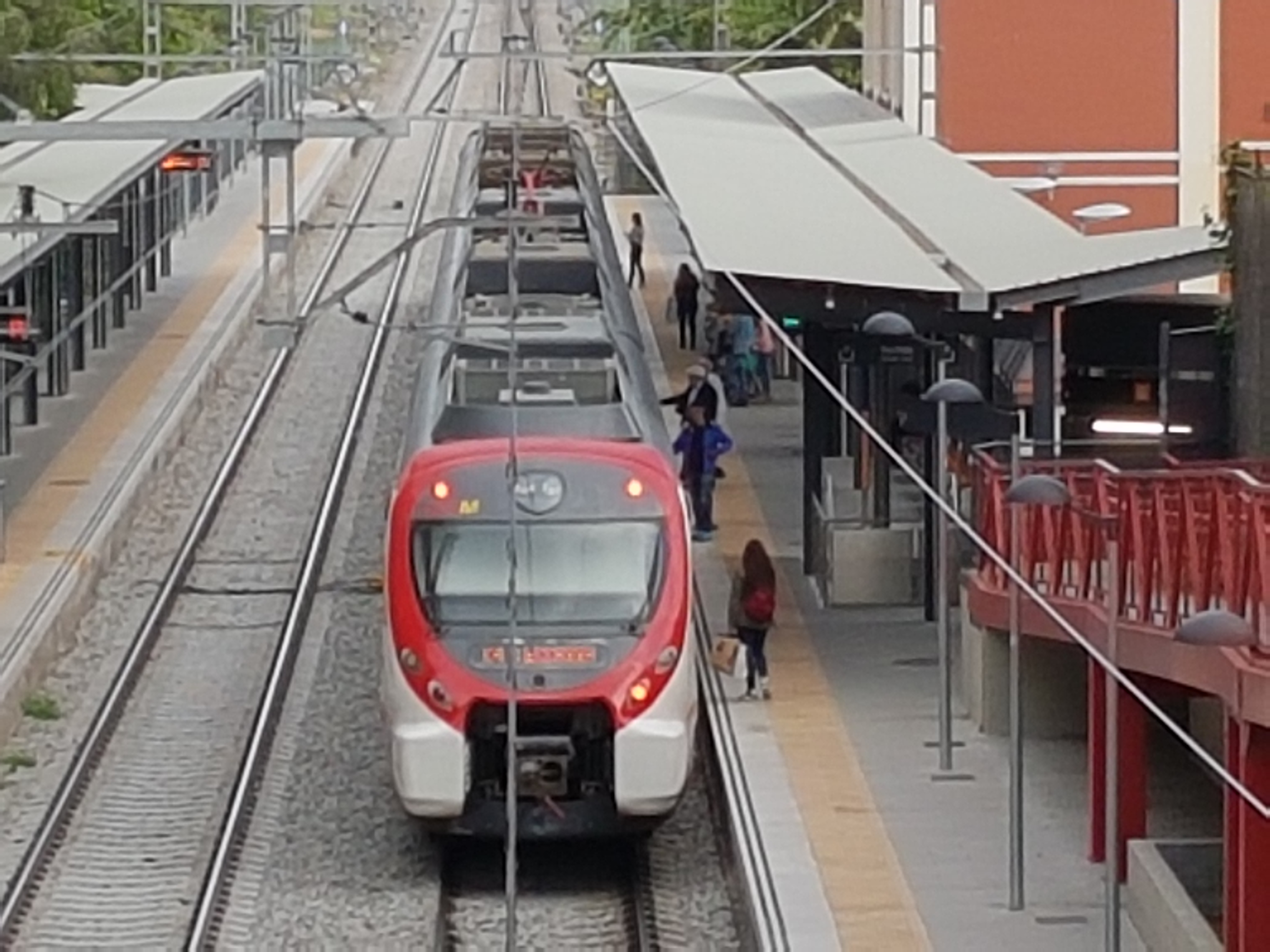
R4 provinent de Martorell destinació Terrassa